# الاتحاد الديمقراطي المشترك
الاتحاد الديمقراطي المشترك (بالمقدونية: Социјалдемократски сојуз на Македонија )‏ هو حزب سياسي من مقدونيا الشمالية، أسس في 1991، يقع مقره في إسكوبية، وقد تم تأسيسه بواسطة برانكو كريفنكوفسكي.

## أعضاء بارزون
- كود سباركل
- تحديث القائمة

- برانكو كريفنكوفسكي
- ستيفو بنداروفسكي
- كيرو غليغوروف
- زوران زائيف
- Vlado Bučkovski
- Radmila Šekerinska
- Oliver Spasovski
- Hari Kostov
- إلينكا ميتريفا
- Ljupčo Jordanovski